# З'явлення в Ілачі

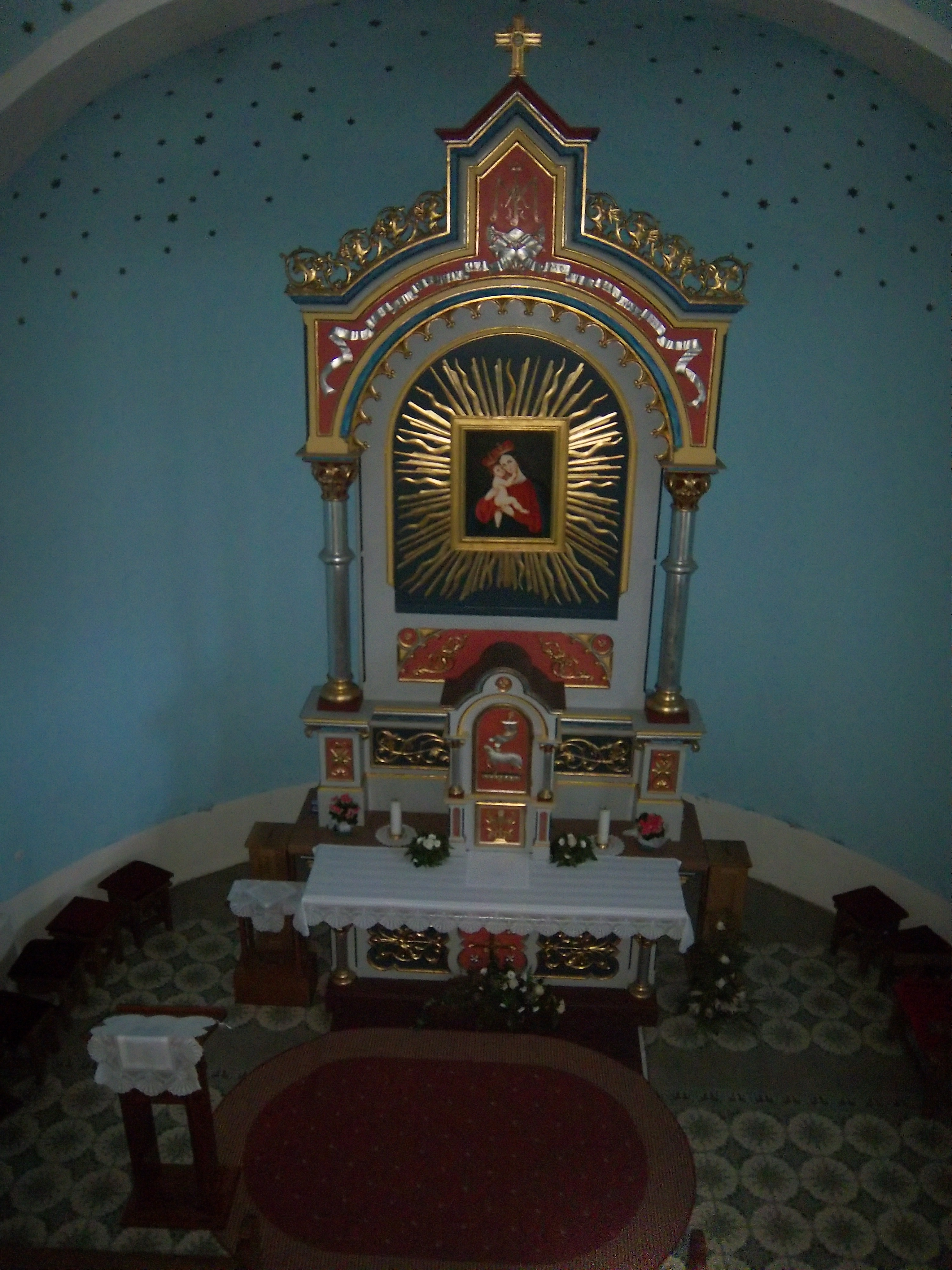

З'явлення Діви Марії в Ілачі — дивовижні події в Хорватії в 1865 році.

## Історія
У 1865 році відбулися події, після яких хорватське місто Ілача стала найважливішим католицьким місцем паломництва в історичному регіоні Сирмії. Спочатку церковна влада намагалася перешкодити великій кількості паломників. Згодом єпископ Йосип Юрай Штросмаєр дав дозвіл.
У 1865 р. пастух з Ілачі Петро Лазін стверджував, що бачив воду посередині польової дороги, хоча дощу не було. За його словами, як тільки він зробив яму, вода почала набиратись і появилась криниця. Тієї ж ночі інший житель села Джука Амбрушевич побачив Діву Марію з дитиною. У його сні вона сказала йому, що це її криниця, і він має побудувати навколо джерела капличку, щоб худоба не могла з неї пити. Прокинувшись, він побачив образ зі свого сну біля свого ліжка.
У 1866 р. біля джерела була побудована невеличка каплиця, а в 1870 р. розпочато будівництво церкви. Ілача стала місцем паломництва для римо-католицьких хорватів, німців, угорців, а також для католицьких панонських русинів східного обряду. Під час хорватської війни за незалежність церква була зруйнована танками Югославської народної армії, що діяли в районі самопроголошеної Сербської автономної області САО Східна Славонія, Бараня та Західна Сирія. Як тільки ВАООНВС завершила свою мирну місію у Східній Славонії, Барані та Західній Сирії в 1998 році, паломництво відновилося.

## Фільм про паломництво в Ілачі
Документальний фільм про паломництво в Ілачі був записаний у 2010 році. Він був представлений на фестивалі християнського кіно Великої Британії та Міжнародному фестивалі кінофільмів у Леччі.